# 魏明郡
魏明郡，中国南北朝时设置的郡。
北魏孝昌三年（527年）设置魏明郡。治所在汉阳县（今陕西省紫阳县西北汉城乡，一说在汉阴县漩窝街西3公里瓜园，一说在石泉县南）。领汉阳县、宁都县，辖区约为今陕西汉阴县西南部及紫阳县西北部。南朝梁大同元年（535年）南梁夺得魏明郡，属东梁州。承圣元年（552年）被西魏占领，北周废魏明郡，地入金州（东梁州）。